# حاجبية أرغوليسية
الحاجبية الأرغوليسية (باللاتينية: Ophrys argolica) (نسبة إلى منطقة أرغوليس في اليونان) نوع نباتي ينتمي إلى جنس الحاجبية من الفصيلة السحلبية.

## الموئل والانتشار
موطن هذا النوع بلاد الشام وبعض مناطق شمال حوض البحر الأبيض المتوسط.

## مرادفات للاسم العلمي
- (باللاتينية: Ophrys argolica subsp. argolica)
- (باللاتينية: Ophrys argolica subsp. icariensis (M.Hirth & H.Spaeth) Kreutz)
- (باللاتينية: Ophrys ferrum-equinum subsp. argolica (H.Fleischm.) Soó)
- (باللاتينية: Ophrys ferrum-equinum f. fallax Soó)
- (باللاتينية: Ophrys icariensis M.Hirth & H.Spaeth)
- (باللاتينية: Ophrys olympiotissa Paulus)